# Jau gok
El jau gok es un dumpling tradicional presente en la cocina cantonesa oriunda de la provincia china de Guangdong. Es más frecuente durante el año nuevo chino y se consumen en las regiones de habla cantonesa, incluyendo Hong Kong.

## Preparación
Primero se hace el envoltorio del dimpling con masa de arroz glutinoso. Se da forma de dumpling y entonces se fríe un puñado en un wok.

## Variedades

### Salada
La versión salada suele llamarse 鹹角仔. Hay una variedad de rellenos populares que cambia de una cultura regional a otra. Son ingredientes comunes el cerdo, trozos de salchicha china o trozos de hongo shiitake. Debido a los ingredientes cárnicos este dumpling es bastante grasiento.

### Coco dulce
La versión de coco dulce suele llamarse 甜角仔. El relleno es coco seco rallado mezclado con azúcar. Tras freírla, esta versión resulta crujiente, siendo además apta para vegetarianos.